# 瑞若尔斯
瑞若尔斯（法語：Jujols，法語發音：[ʒyʒɔls] ⓘ）是法国东比利牛斯省的一个市镇，属于普拉德区。

## 地理
瑞若尔斯（42°34'14"N, 2°17'43"E）面积10.11 平方千米，位于法国奧克西塔尼大區东比利牛斯省，该省份为法国大陆部分最南部的省份，涵盖了北加泰罗尼亚，北起奥德省，西接阿列日省和安道尔，南与西班牙接壤，东临地中海。
与瑞若尔斯接壤的市镇（或旧市镇、城区）包括：诺埃德、塞尔迪尼亚、奥莱特。
瑞若尔斯的时区为UTC+01:00、UTC+02:00（夏令时）。

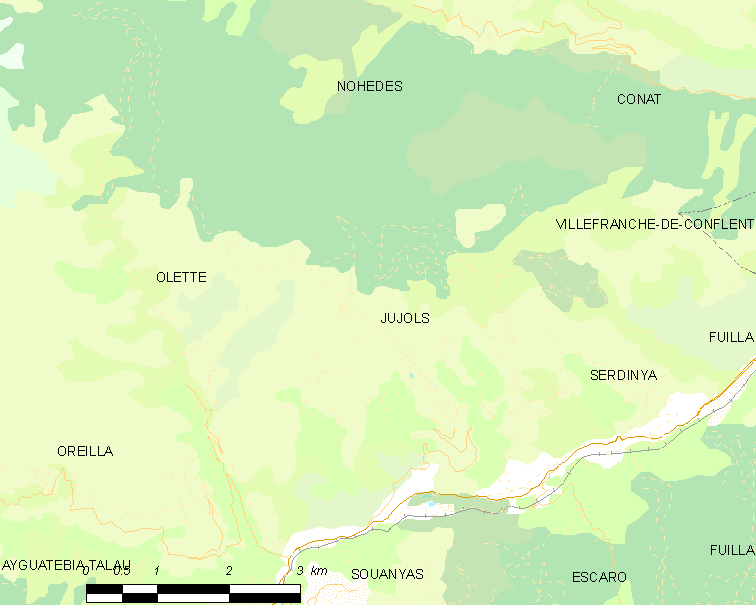
瑞若尔斯的OSM定位图

## 行政
瑞若尔斯的邮政编码为66360，INSEE市镇编码为66090。

## 政治
瑞若尔斯所属的省级选区为加泰罗尼亚比利牛斯县。

## 人口

1962-2008年间瑞若尔斯人口变化图示

瑞若尔斯于2022年1月1日时的人口数量为42人。